# Beng (peuple)
Pour les articles homonymes, voir Beng.
Les Beng sont une population d'Afrique de l'Ouest établi principalement en Côte d'Ivoire, près de M'bahiakro, également au Burkina Faso. Peu nombreux, ils font partie du groupe des Akans[réf. nécessaire]. Leurs voisins immédiats sont les Jimini, les Baoulé et les Ano.

## Ethnonymie
Selon les sources et le contexte, on observe de multiples formes : Bengs, Ben, Ganne, Gan, Gans, Gbein, Gbénouganne, Gb'en, Gbenuganne,  
Ngain, Ngan, Ngbeïnn, Ngen, Ngin, Nguin. « Gan » est le nom qui leur est donné par les Dioula. « Beng » est le nom qu'ils se donnent (endonyme).

## Langue
Leur langue est le beng, une langue mandée dont le nombre de locuteurs en Côte d'Ivoire était estimé à 17 000 en 1993.